# ابراهیم هندی
ابراهیم بن صالح هندی صنعانی (؟ -۱۶۹۰م) شاعر یمنی هندی‌اصل بود. دیوان شعری بزرگ داشته است و همچنین اثری به ننام براهین الاحتجاج. پدرش از هند بود و به یمن مهاجرت نمود و مسلمان شد. از ابراهیم هندی مدیحه‌هایی در بزرگان یمن همروزگارش به جای مانده است.